# 遠山参良
遠山 参良（とおやま さぶろう（さんりょう）、慶応2年1月13日（1866年2月27日） - 昭和7年（1932年）10月9日））は、明治〜昭和時代前期の教育者。米国留学後、第五高等学校英語教授になり、1911年3月九州学院初代院長となる。

## 略歴

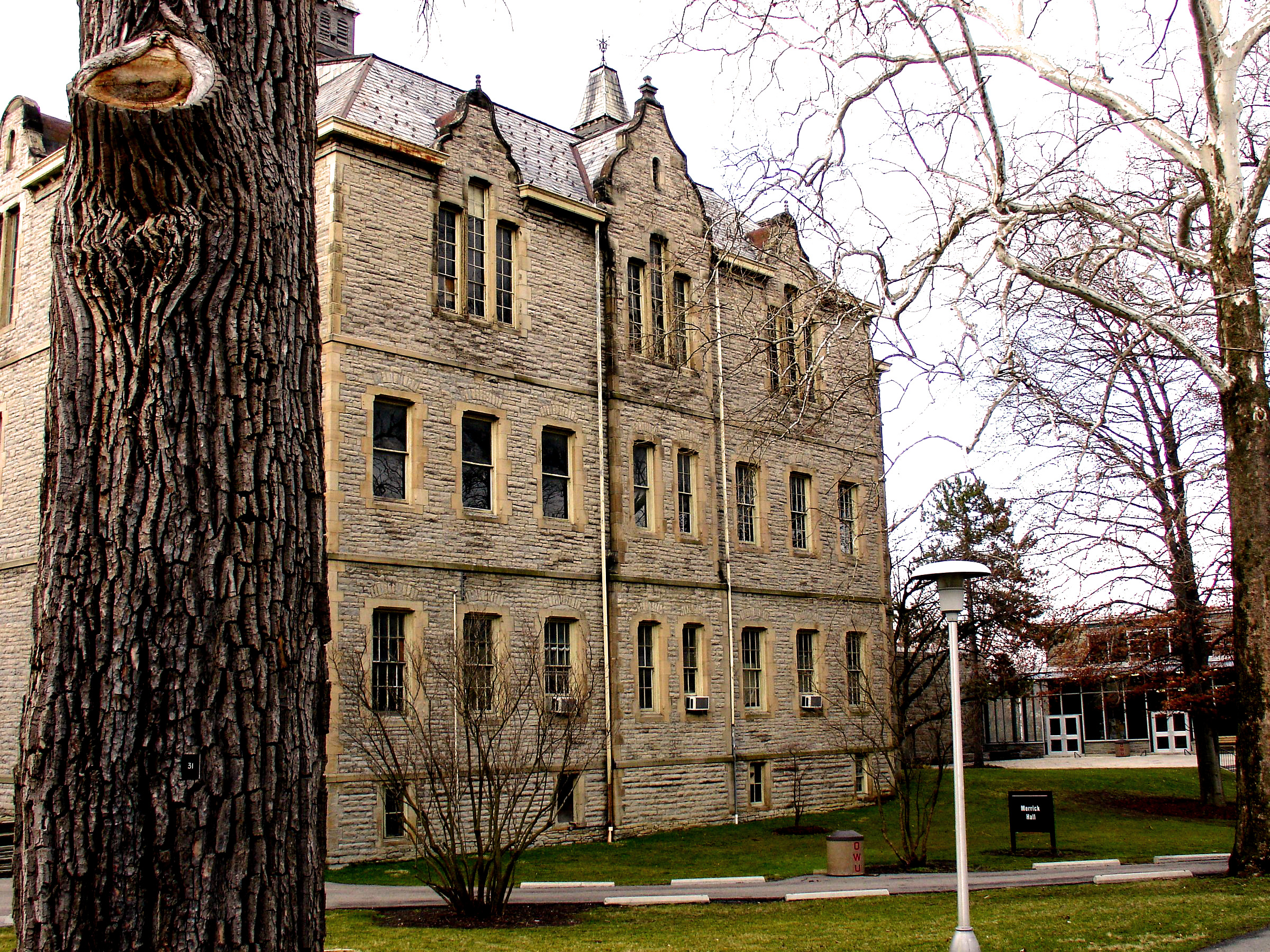
オハイオ・ウェスリアン大学。1873年竣工のホール

慶応2年（1866年）1月13日、肥後国八代郡鏡町（現熊本県八代市）生まれ。9歳で熊本洋学校へ入学したが廃校になり、翌年キリスト教熊本バンドの岡田松生に連れられて京都同志社英学校に転学、その後嘉悦氏房の広取英学校、岡田松生の岡田英学校を経て、18歳で長崎のメソジスト派宣教師が設立したカブリ学校（現鎮西学院）へ入学し、22歳で卒業。同校の教師を経て明治25年（1892年）アメリカに留学。メソジスト監督教会派のオハイオ・ウェスリアン大学で生物学を学び、理学修士を習得して30歳の時に帰国、再び鎮西学院で教鞭をとった。明治33年（1900年）夏目漱石の後任として第五高等学校英語科主任となる。生徒監や弁論部部長も兼務し10年近く務め、その後も講師として死ぬまで貢献した。明治44年（1911年）九州学院初代院長に就任。夏目漱石と会った直後の汽車の中で九州学院の創始者チャールズ・L・ブラウンと知り合ったという。昭和7年（1932年）10月9日死去。67歳。
ほかに長崎の鎮西学院、活水女子専門学校、活水女学校、福岡女学校（理事長）、九州女学院の相談役と多くの教育事業に貢献した。昭和32年（1957年）、熊本県近代文化功労者に選ばれた。

## 教育方針
九州学院もクリスチャン系の学校であり、彼もクリスチャンであった。遠山は入学式で「私は君たちを少年紳士として遇する。願わくば己を監督し、役に立つ善人たれ」と述べた。最初は入学者122名に対して卒業生は42名に減っていた。1914年、彼は校訓を「敬天愛人」を定めた。その後努力して熊本県の教育界に重きをなした。昭和3年の御大礼に際し文部大臣から社会事業功労の表彰を受けた。

## 熊本バンドの精神を受け継ぐ花陵会とハンナ・リデルへの協力
1897年、熊本バンドの精神を受け継ぐ「花陵会」の結成に全面的に協力、指導している。遠山は花陵会主催の演説会で講演もしている。この関係で熊本における最初のハンセン病療養所を創立したハンナ・リデルへの協力が始まった。遠山は1902年からリデルが発行した「警監之友」（Police and Warders'　Friend)を知り、この編集に協力した。特にその中の英語会話は彼が始めたという。飛松甚吾は遠山のことを「崇高なる人格と該博なる学識をもって世間に畏敬を受けた人で、30年間リデルの熊本における唯一の相談相手であったと記している。

## 親族
- 前妻・田中無津（ムツ、1871-1911) - 1897年に結婚。三年坂教会員。40歳で早世。[1]
- 長男・遠山不羈夫（ふきお、1898-) - 九州学院卒業後、東京商大（現・一橋大学）[1]。三菱銀行など各社勤務を経てスバル興業会長、大東京緑地協会会長などを務めた[7]。妻は赤星陸治の次女[8]。
- 次男・賢治（けんじ、1910-） - 九州学院卒業後、青山学院専門部英語師範科。[1]
- 後妻・渋谷うて（1884-） - 1917年に33歳で51歳の参良と結婚。[1]

## 文献
- 「善良にして有為」を目指した 人格教育 遠山参良」 永田映子 in 『熊本教育の人的遺産』 2010
- 斉藤堅固『九州学院70年史』1981, 九州学院